# Dolina Czystej Wody
Dolina Czystej Wody (česky Dolina Čisté vody) je chráněná oblast a také údolí potoka Potok Czystej Wody, pod kopcem Góra Schwabego, v jižní části Trojměstského krajinného parku (Trójmiejski park Krajobrazowy) ve čtvrti Oliwa města Gdaňsk v Pomořském vojvodství v Polsku. V roce 2006 zde vznikla ochrana mokrých luk okolí Potoka Czystej Wody a jeho přilehlých lesů z důvodů cenného přirozeného biotopu rostlin a živočichů.

## Další informace
Místem vede také cyklostezka.